# Taekwondo Mundial
El Taekwondo Mundial, denominado anteriormente WTF o Federación Mundial de Taekwondo hasta junio de 2017 (en inglés World Taekwondo Federation), hoy día es la institución que se dedica a regular las normas del taekwondo a nivel competitivo, así como de celebrar periódicamente competiciones y eventos en cada una de sus disciplinas. Esta federación es reconocida por el Comité Olímpico Internacional. La Federación Mundial de Taekwondo sigue los reglamentos y estatutos establecidos por el Kukkiwon.
Tiene su sede en la ciudad de Seúl, Corea del Sur. Cuenta en 2016 con la afiliación de 206 federaciones nacionales de los cinco continentes, siendo una de las mayores federaciones del mundo en cuanto a miembros nacionales afiliados. Se calcula que el volumen de practicantes es en torno a los 948 millones (según fuentes del COI). 

## Historia
El Taekwondo Mundial tuvo su origen en 1971 con la creación del Kukkiwon. El motivo de la creación de este organismo, fue el de oponerse al traslado de la sede central de la Federación Internacional de Taekwondo a Canadá, teniendo en cuenta la radicación del fundador de la disciplina, el General Choi, en ese país. Por tal motivo, un grupo de maestros decidió organizarse en una nueva federación, abrazando también el objetivo de establecer este arte marcial como deporte olímpico. Al exvicepresidente del COI, Un Yong Kim, le cupo el honor no sólo de ser el primer presidente de Kukkiwon, sino también el ser el artífice de la aceptación del taekwondo como deporte olímpico. Tras la constitución de este organismo, se dispuso la creación de la Federación Mundial de Taekwondo, siendo inaugurada el 28 de mayo de 1973 en Seúl, con motivo de la celebración del primer Campeonato Mundial.
El taekwondo ha formado parte del programa de los Juegos Olímpicos desde su 27ª edición, en Sídney 2000. Aunque en dos ocasiones anteriores Seúl 1988 y Barcelona 1992 se incluyó en el programa oficial como un deporte de exhibición.

### Cambio de nombre (2017)
Hasta el año 2017, esta organización era conocida como World Taekwondo Federation (en español, Federación Mundial de Taekwondo), pero debido a que WTF fue adoptado en redes sociales como las siglas en inglés para la grosera expresión what the fuck? y cuyo uso se volvió muy popular para expresar indignación, sorpresa o incredulidad, el organismo tomó una importante decisión con respecto a su identidad:

En la era digital el acrónimo de nuestra federación se había convertido en portador de una connotación negativa sin ninguna relación con nuestra organización, por lo que es importante cambiarlo para poder dirigirnos a nuestras seguidores de una forma más correcta [...]  una voluntad de evolución y adaptación con el objetivo de ser adecuado para el público joven de hoy en día.
Chungwon Choue (presidente de la WT), 2017

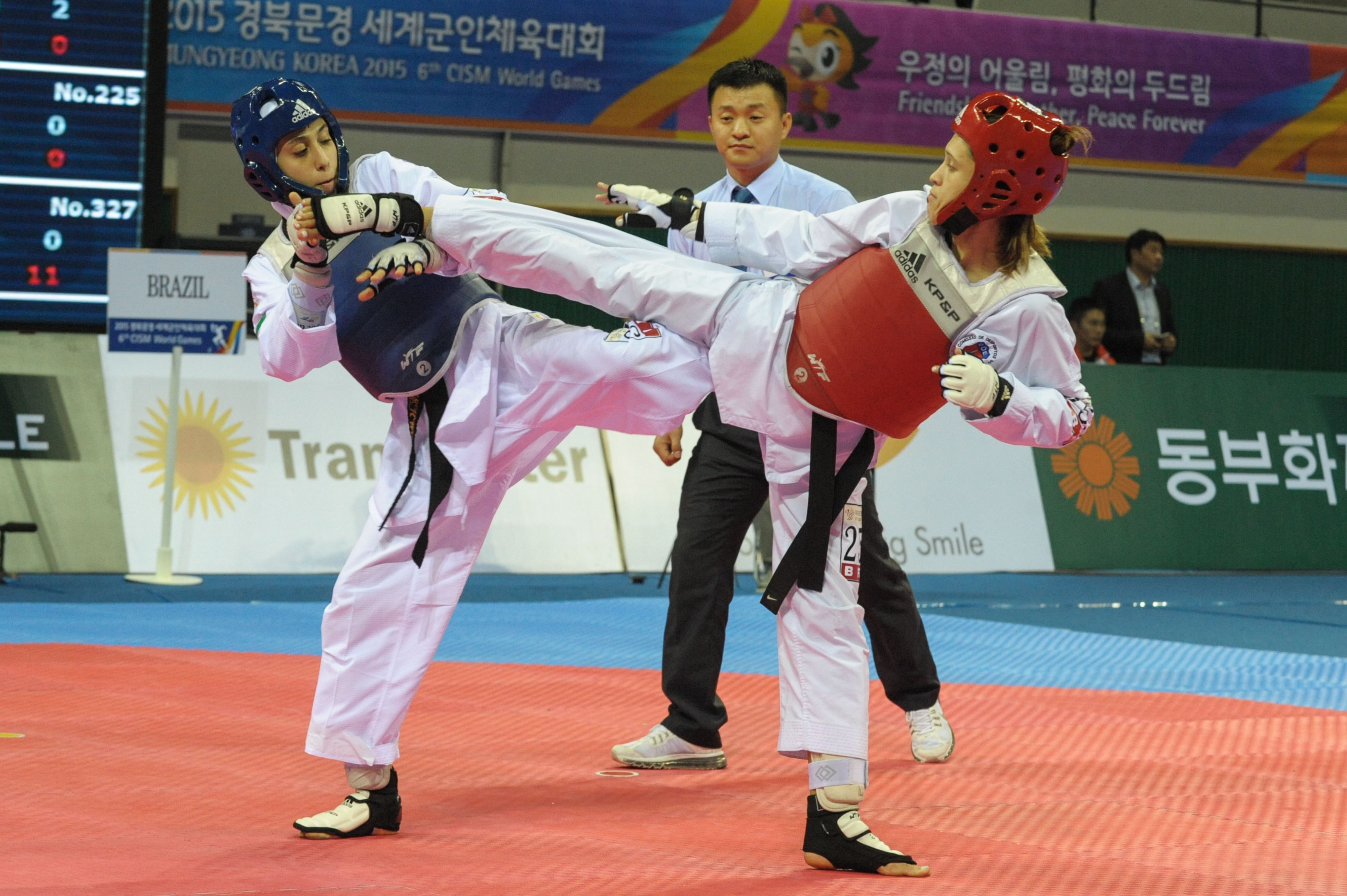
Combate WT

De esta forma, la Federación Mundial de Taekwondo decidió cambiar en 2017 sus siglas, para evitar confusiones, pasando a denominarse simplemente como World Taekwondo (en español Taekwondo Mundial), adoptando a su vez, las siglas WT.

## Eventos
La WT organiza anualmente muchas competiciones internacionales en cada una de sus disciplinas, entre las más importantes están las siguientes:
| Torneo                          | Último torneo       | Campeón vigente |
| ------------------------------- | ------------------- | --------------- |
| Campeonato Mundial de Taekwondo | Rusia 2015          | Corea del Sur   |
| Torneo Olímpico de Taekwondo    | Río de Janeiro 2016 | Corea del Sur   |

- Campeonato Mundial Junior de Taekwondo
- Copa Mundial de Taekwondo

A través de sus Uniones Regionales de Taekwondo, también son promovidas oficialmente:
- Campeonato Asiático de Taekwondo
- Campeonato Africano de Taekwondo
- Campeonato Asiático Junior de Taekwondo
- Campeonato Europeo Junior de Taekwondo

## Organización
La estructura jerárquica de la federación está conformada por el presidente y los Vicepresidentes, el Congreso (efectuado cada dos años), el Comité Ejecutivo, el Consejo y los Comités.

### Presidentes
| N.º | Periodo   | Nombre          | País          |
| --- | --------- | --------------- | ------------- |
| 1   | 1973-2004 | Un Yong Kim     | Corea del Sur |
| 2   | 2004-     | Chung Won Choue | Corea del Sur |

### Federaciones continentales
La WTF contaba en 2016 con la afiliación de 206 federaciones nacionales repartidas en cinco organismos continentales:
| Nombre                          | Siglas | Sede                    | N.º de federaciones | Web |
| ------------------------------- | ------ | ----------------------- | ------------------- | --- |
| Unión Africana de Taekwondo     | (AFTU) | El Cairo, Egipto        | 50                  |     |
| Unión Panamericana de Taekwondo | (PATU) | —                       | 44                  |     |
| Unión Asiática de Taekwondo     | (ATU)  | Seúl, Corea del Sur     | 43                  |     |
| Unión Europea de Taekwondo      | (ETU)  | Oldenzaal, Países Bajos | 50                  |     |
| Unión de Taekwondo de Oceanía   | (OTU)  | —                       | 19                  | —   |

### Federaciones nacionales
| África (AFTU) | América (PATU) | Asia (ATU) | Oceanía (OTU) |
| --- | --- | --- | --- |
| Argelia · Angola · Benín · Burundi · Burkina Faso · Cabo Verde · Camerún · Chad · República Centroafricana · Comoras · República del Congo · República Democrática del Congo · Costa de Marfil · Egipto · Etiopía · Gabón · Gambia · Ghana · Guinea · Guinea Ecuatorial · Kenia · Lesoto · Liberia · Libia · Madagascar · Malaui · Mali · Marruecos · Mauricio · Mozambique · Níger · Nigeria · Santo Tomé y Príncipe · Suazilandia · Senegal · Somalia · Sudáfrica · Sudán · Tanzania · Togo · Túnez · Uganda · Zambia · Zimbabue | Antigua y Barbuda · Antillas Neerlandesas · Argentina ( enlace roto disponible en Internet Archive; véase el historial, la primera versión y la última).) · Aruba · Bahamas · Barbados · Belice · Bermudas · Bolivia () · Brasil · Canadá · Chile () · Colombia () · Costa Rica () · Cuba · Dominica · República Dominicana () · Ecuador () · El Salvador () · Estados Unidos () · Granada · Guatemala () · Guyana · Haití · Honduras · Islas Caimán · Islas Vírgenes Británicas · Islas Vírgenes de los Estados Unidos · Jamaica · México FMTKD () · Nicaragua · Panamá () · Paraguay () · Perú () · Puerto Rico () · San Cristóbal y Nieves · Santa Lucía · San Vicente y las Granadinas · Surinam · Trinidad y Tobago · Uruguay · Venezuela () | Afganistán · Arabia Saudita · Bangladés · Baréin · Brunéi · Bután · Camboya · China · Corea del Sur · EAU · Filipinas · Hong Kong · India · Indonesia · Irán · Irak · Japón · Jordania · Kazajistán · Kirguistán · Kuwait · Laos · Líbano · Macao · Malasia · Mongolia · Birmania · Nepal · Omán · Pakistán · Palestina · Catar · Singapur · Siria · Sri Lanka · Tailandia · China Taipéi · Tayikistán · Timor Oriental · Turkmenistán · Uzbekistán · Vietnam · Yemen | Australia · Islas Cook · Fiyi · Guam · Kiribati · Islas Marshall · Nueva Caledonia · Nueva Zelanda · Papúa Nueva Guinea · Polinesia Francesa · Islas Salomón · Samoa · Samoa Americana · Tonga · Vanuatu |